# París-Tours 1991
La París-Tours 1991 fou la 85a edició de la clàssica París-Tours. Es disputà el 13 d'octubre de 1991 i el vencedor final fou el belga Johan Capiot de l'equip TVM-Sanyo.
Era l'onzena cursa de la Copa del Món de ciclisme de 1991

## Classificació general
|    | Ciclista                | Equip               | Temps      |
| -- | ----------------------- | ------------------- | ---------- |
| 1  | Johan Capiot (BEL)      | TVM-Sanyo           | 7h 28' 48" |
| 2  | Olaf Ludwig (GER)       | Panasonic-Sportlife | m. t.      |
| 3  | Nico Verhoeven (NED)    | PDM-Concorde        | m. t.      |
| 4  | Adri van der Poel (NED) | Tulip Computers     | m. t.      |
| 5  | Rolf Sørensen (DEN)     | Ariostea            | m. t.      |
| 6  | Peter Pieters (NED)     | Tulip Computers     | m. t.      |
| 7  | Laurent Jalabert (FRA)  | Toshiba             | m. t.      |
| 8  | Frankie Andreu (USA)    | Motorola            | m. t.      |
| 9  | Johan Museeuw (BEL)     | Lotto-Super Club    | m. t.      |
| 10 | Rudy Verdonck (BEL)     | Weinmann            | m. t.      |